# Бистром, Адам Иванович
Ада́м Ива́нович Би́стром (нем. Adam Otto Wilhelm von Bistram; 1774—1828) — русский полковой командир во время Отечественной войны 1812 года, генерал-лейтенант Российской императорской армии, генерал-майор Свиты Его Императорского  Величества.

## Биография
Адам Отто Вильгельм фон Бистром родился 23 октября 1774 года в имении Мерьяма; из прибалтийских дворян. Отец его дослужился до полковника и много лет был комендантом в Могилёве. Адам Бистром был записан рядовым в лейб-гвардии Преображенский полк в возрасте 12 лет. Через год, с присвоением звания каптенармуса, переведён в лейб-гвардии Семёновский полк, в котором и начал службу в 1791 году — в звании сержанта. В 1793 году перевёлся из гвардии в армию, в 3-й Финляндский егерский батальон, с повышением до капитана, и в 1794 году принял боевое крещение, действуя против польских конфедератов в Литве.
В 1797 году, по расформировании егерских корпусов, Бистром был переведён сначала во 2-й морской, затем в гарнизонный Болотникова полк (впоследствии Кронштадтский), а в 1802 году — в Литовский мушкетёрский полк (называвшийся тогда Сенатским), где, в 1804 году, был произведён в подполковники.
Осенью 1806 года Литовский полк, в составе дивизии под командованием генерал-лейтенанта Ф. В. Остен-Сакена, выступил против французов; подполковник Бистром участвовал и в Пултусском сражении, и в битве под Прейсиш-Эйлау, — где был сильно контужен; за отличие в этом бою награждён орденом Святого Владимира 4-й степени с бантом. Спустя четыре месяца вернулся в строй и бился с французами под Гуттштадтом, Гейльсбергом и Фридландом. В последнем сражении вторично контужен ядром в грудь.
После Тильзитского мира Бистром произведён в полковники и назначен командиром своего же Литовского мушкетёрского полка. Во главе последнего принял участие и в шведской кампании 1808 года, а в кампаниях 1812—14 годов командовал уже егерской бригадой (1-й и 33-й полки, последний — бывший Литовский мушкетёрский).
За отличие в боях при Тарутине и Малоярославце Бистром был произведён в генерал-майоры и за сражение под Вязьмой, 22 октября 1812 года, получил орден Святого Георгия 4 степени.
29 августа 1813 года в сражении под Лейпцигом Бистром взял приступом мост через реку Парте и через Галльские ворота ворвался в Лейпциг, захватив 57 орудий, за что был награждён украшенною алмазами золотой шпагой.
При штурме крепости Кобленц Бистрому было поручено захватить французскую батарею, мешавшую свободной переправе войск через Рейн, что он выполнил блестяще ночным внезапным нападением с тыла, скрытно перейдя Рейн.
В 1814 году, при штурме Реймса Бистром был ранен в плечо. В 1815 году был назначен командиром лейб-гвардии Павловского полка, в 1819 году командиром 2-й бригады 2-й гвардейской пехотной дивизии.
В марте 1825 года Бистром был зачислен в свиту Его Величества. В 1826 году произведён в генерал-лейтенанты.
Адам Иванович Бистром умер 17 октября 1828 года в Дрездене, где находился на лечении от водянки.

## Послужной список
- 1 января 1782 года — вступил в службу рядовым в л.-гв. Преображенский полк.
- 1 ноября 1783 года — назначен каптенармусом.
- 1 января 1791 года — переведён в лейб-гвардии Семёновский полк сержантом.
- 1 января 1793 года — переведён в 3-й Финляндский егерский батальон.
- 18 февраля 1797 года — переведён во 2-й Морской полк, по расформировании полка на батальоны, поступил в батальон полковника Гороженского.
- 2 января 1796 года — с батальоном переведён в Кронштадтский гарнизонный полк.
- 9 сентября 1798 года — пожалован в майоры в том же полку.
- 3 марта 1802 года — переведён в Литовский мушкетёрский.
- 6 декабря 1804 года — пожалован подполковником.
- 12 декабря 1807 года — пожалован полковником.
- 6 марта 1808 года — назначен командиром Литовского мушкетёрского полка.
- 19 октября 1810 года — Литовский мушкетёрский полк переименован в 33-й егерский полк.
- 26 ноября 1810 года — назначен шефом 33-го егерского полка.
- 1811 год — назначен бригадным командиром 3-й бригады (в составе 1-го и 33-го егерских полков) 11-й пехотной дивизии.
- 12 октября 1812 года — за отличие в боях при Тарутине и Малоярославце произведён в генерал-майоры в том же полку.
- 7 октября 1814 года — назначен бригадным командиром 3-й бригады в 15-ю пехотную дивизию.
- 16 декабря 1815 года — назначен командиром л.-гв. Павловского полка.
- 18 апреля 1819 года — назначен бригадным командиром 2-й бригады 2-й гвардейской пехотной дивизии.
- 14 марта 1825 года — зачислен в Свиту Его Величества.
- 1 января 1826 года — произведён в генерал-лейтенанты.
- 9 ноября 1828 года — высочайшим приказом исключён из списков умершим.